# Världsmästerskapen i orientering 2008
Världsmästerskapen i orientering 2008 hölls den 12-20 juli 2008 i Olomouc i Tjeckien.

## Medaljörer

### Herrar

#### Långdistans
1. Daniel Hubmann,  Schweiz, 106.08
2. Anders Nordberg,  Norge, 107.23
3. François Gonon,  Frankrike, 108.05

#### Medeldistans
1. Thierry Gueorgiou,  Frankrike, 33.49
2. Michal Smola,  Tjeckien, 34.23
3. Valentin Novikov,  Ryssland, 34.27

#### Sprint
1. Andrej Chramov,  Ryssland, 13.36,8
2. Daniel Hubmann,  Schweiz, 13.39,2
3. Martin Johansson,  Sverige, 14.13,7

#### Stafett
1. Storbritannien (Graham Gristwood, Jon Duncan, Jamie Stevenson), 138.17
2. Ryssland (Dmitrij Tsvetkov, Andrej Chramov, Valentin Novikov), 138.58
3. Schweiz (Baptiste Rollier, Matthias Merz, Daniel Hubmann), 141.49

### Damer

#### Långdistans
1. Dana Brožková,  Tjeckien, 84.26
2. Marianne Andersen,  Norge, 85.09
3. Annika Billstam,  Sverige, 85.28

#### Medeldistans
1. Minna Kauppi,  Finland, 32.35
2. Vroni König-Salmi,  Schweiz, 34.37
3. Radka Brožková,  Tjeckien, 34.51

#### Sprint
1. Anne Margrethe Hausken,  Norge, 12.42,2
2. Minna Kauppi,  Finland, 12.51,5
3. Helena Jansson,  Sverige, 13.01,1

#### Stafett
1. Finland (Katri Lindeqvist, Merja Rantanen, Minna Kauppi) 133.14
2. Ryssland (Galina Vinogradova, Julia Novikova, Tatiana Ryabkina), 135.49
3. Sverige (Annika Billstam, Sofie Johansson, Helena Jansson), 136.27